# Opsilia bucharica
Opsilia bucharica là một loài bọ cánh cứng trong họ Cerambycidae.